# Matthew West (siatkarz)
Matthew Alvaro West (ur. 1 października 1993 w Seattle) – amerykański siatkarz, grający na pozycji rozgrywającego.
Jego matka Raquel Chumpitaz jest peruwiańską siatkarką. Reprezentowała Peru w 1980 roku na Igrzyskach Olimpijskich w Moskwie, zajmując 6. miejsce. Również jego ojciec Mark jest siatkarzem.
W maju 2022 roku zaręczył się z siatkarką Madison Bugg.

## Przebieg kariery
| Lata                      | Klub                      |
| ------------------------- | ------------------------- |
| 2011–2015                 | Pepperdine University     |
| 2015–2016                 | SWD Powervolleys Düren    |
| 2016–2017                 | Abiant Lycurgus Groningen |
| 2017–2018                 | Kladno volejbal.cz        |
| 2018–2019                 | Hurrikaani-Loimaa         |
| 2019–2020                 | AS Cannes VB              |
| 2020–2021                 | Tokat Belediye Plevnespor |
| 2021–2022                 | Berlin Recycling Volleys  |
| 2022–2022 (do 27.11.2022) | Helios Grizzlies Giesen   |
| 2022–2023 (od 03.12.2022) | Cerrad Enea Czarni Radom  |
| 2023                      | Las Vegas Ramblers        |
| 2023–2024                 | AO Kalamata 1980          |
| 2024–                     | Hurrikaani-Loimaa         |

## Sukcesy klubowe
Liga uniwersytecka - MPSF Conference:
- 2015[14]

Superpuchar Holandii:
- 2016[15]

Liga holenderska:
- 2017[16]

Liga czeska:
- 2018[17]

Liga fińska:
- 2025[18]
- 2019[19]

Superpuchar Niemiec:
- 2021[20]

Liga niemiecka:
- 2022[21]

## Sukcesy reprezentacyjne
Mistrzostwa Ameryki Północnej, Środkowej i Karaibów Kadetów:
- 2010[22]

Mistrzostwa Ameryki Północnej, Środkowej i Karaibów Juniorów:
- 2010[23], 2012[24]

Puchar Panamerykański Kadetów:
- 2011[25]